# Фресно-де-Ріо-Тірон
Фресно-де-Ріо-Тірон (ісп. Fresno de Río Tirón) — муніципалітет в Іспанії, у складі автономної спільноти Кастилія-і-Леон, у провінції Бургос. Населення — 199 осіб (2010).
Муніципалітет розташований на відстані близько 230 км на північ від Мадрида, 43 км на схід від Бургоса.

## Демографія
Динаміка населення (INE ):